# 蒙塔托宫
蒙塔托宫（義大利語：Palazzo Montalto）是一座14世纪历史建筑，位于意大利西西里锡拉库萨的奥提伽岛。

## 历史
这座宫殿建于1397年， 是为马西奥塔·梅尔古利斯建造。为了纪念这一点，立面上有以下铭文：
Haec Mirgulensis Macciotta Palatia Struxit Cui Suarum Summa Virtutum Copia Surgit Anno Milleno Tercenteno Nonageno Septeno Mundo Verno Veniente Supremo
15世纪，阿拉贡女王将宫殿交给菲利波·蒙塔托（Filippo Montalto）。1837年霍乱流行期间，它被用作临时医院，1854年由仁爱女修会（Figlie della Carità）使用。

## 建筑

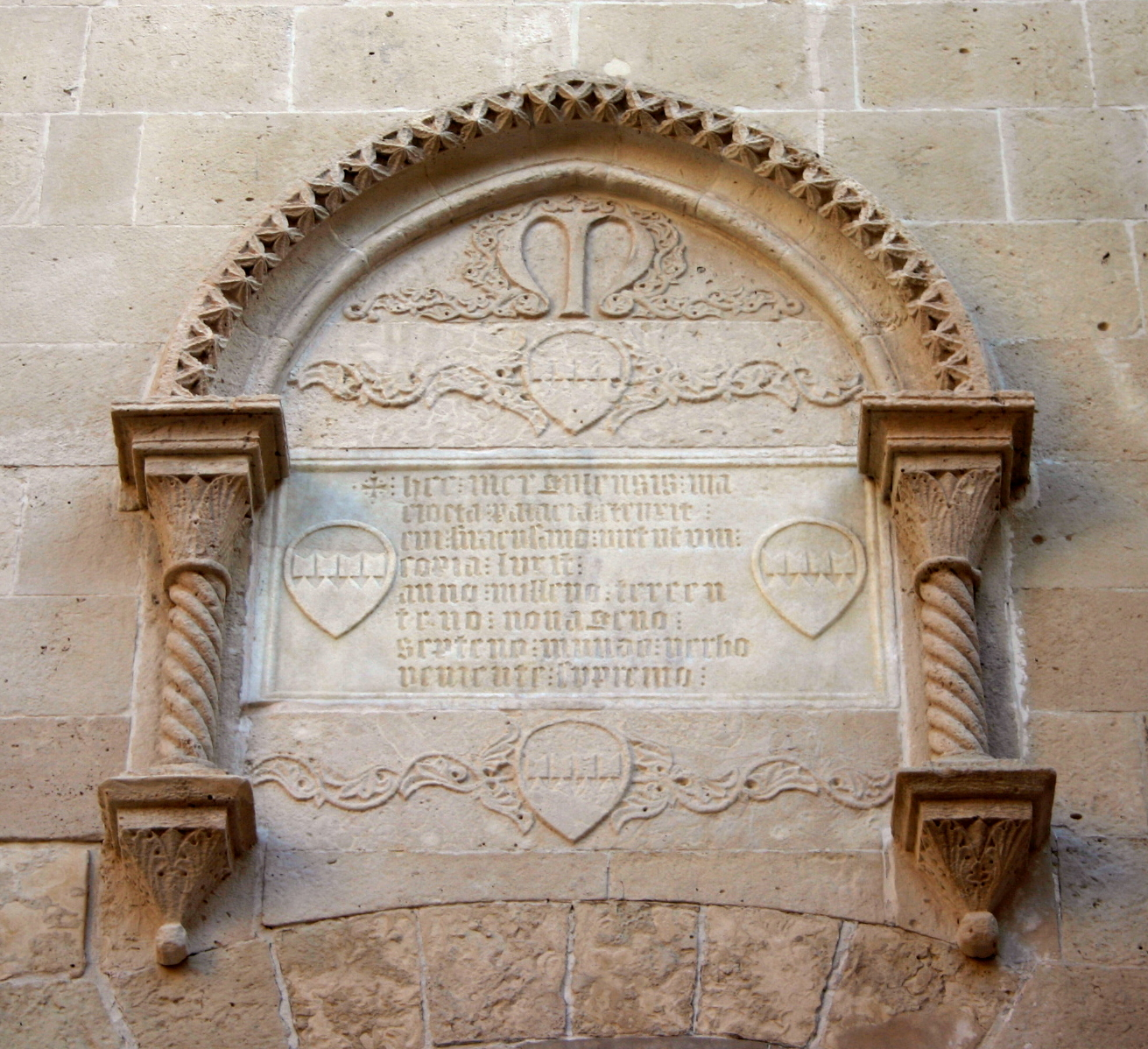
壁龛铭文

这座宫殿属于基亚拉蒙特哥特式建筑。它的正立面有许多带中梃的窗户，装饰有花卉图案。它的檐口类似于马耳他姆迪纳的法尔森宫。大门顶部有一个壁龛，里面有一块大理石板，上面刻有铭文和施工日期。